# 풍금 (가수)
풍금(본명: 김분금, 1982년 7월 8일 ~ )은 대한민국의 트로트 가수이다.

## 학력
- 울진고등학교 (졸업)

## 음반
- 2023년 풍금 정규 1집 리패키지 '부라보 풍금'
- 2022년 부라보 풍금
- 2022년 달고나
- 2021년 어우동
- 2019년 나는 당신꺼
- 2019년 내 마음의 풍금
- 2019년 상록수
- 2018년 어서 오이소
- 2017년 날 꼼짝 못하게 하네
- 2013년 물거품 사랑 / 주세요

## 수상
- 2002년 전국노래자랑 울진군편 인기상
- 2011년 영주 풍기인삼가요제 대상 수상
- 2011년 동해가요제 대상 수상
- 2011년 포항MBC 라디오 즐거운 오후2시 연말결선 대상 수상
- 2012년 강릉MBC 웰빙 노래세상 연말결선 대상 수상
- 2013년 전국노래자랑 동해시편 최우수상, 상반기결선 장려상